# Deade
Deade (llamada oficialmente San Vicente de Deade) es una parroquia española del municipio de Pantón, en la provincia de Lugo, Galicia.

## Límites
Limita con las parroquias de Ferreira al norte, Siós al este, Serode y San Pedro Félix de Cangas al sur y Seguín al oeste.

## Organización territorial
La parroquia está formada por catorce entidades de población:

### Entidades de población
Entidades de población que forman parte de la parroquia:
- Cal (A Cal)
- Campo das Parras (O Campo das Parras)
- Campo de Eirexa
- Campo de Outeiro
- Casdoucende (Casdoncende)
- Casebio
- Cornide
- Pacio (O Pacio)
- Souto
- Tanquián
- Trigás
- Vilanova

### Despoblados
Despoblados que forman parte de la parroquia:
- Maside
- Nogueiras (As Nogueiras)

## Demografía
| Gráfica de evolución demográfica de Deade entre 2000 y 2020 |
|                                                             |
| Datos según el nomenclátor publicado por el INE.            |